# 토르 크리스티안손
토르 크리스티안손(Thor Kristjansson)은 아이슬란드의 배우, 영화배우이다.

## 영화
- 아이리멤버유 (2017년) - 가르다르 역
- 더 스완 (2017년)
- 라이프 인 어 피쉬볼 (2014년)
- 드라큘라: 전설의 시작 (2014년)
- 블랙스 게임 (2012년) - 스테비 역